# Света Богородица Елеуса (Несебър)
Вижте пояснителната страница за други значения на Света Богородица Елеуса.
„Света Богородица Елеуса“ е късноантична православна църква в Несебър, България.

## История, архитектурни и художествени особености
Църквата „Света Богородица Елеуса“ (Умиление) се намира на северния бряг на полуострова. Построена е през първата половина на V век. Тя е трикорабна, с три апсиди и нартекс. Двата странични кораба имат по още две по-малки апсиди- на север и на юг. Северният и част от централния кораб са пропаднали в морето. В притвора на църквата са запазени засводени гробници. Базиликата е дълга 28 метра и широка 18 метра. През 1920 г. тук се извършват археологически разкопки под ръководството на Иван Велков. Сега църквата е консервирана и отчасти реставрирана.
В историческите извори тя се споменава до XIV век, когато е била част от манастирски комплекс.